# Acinetobacter baumannii
Acinetobacter baumannii (лат.) — вид грамотрицательных бактерий из рода ацинетобактеров. Видовое название дано в честь Пола и Линды Бауман (Paul & Linda Baumann).

## Описание
Эти бактерии короткие, почти круглые. Их естественная среда обитания до сих пор неизвестна, но в человеческой культуре они ответственны за множество случаев внутрибольничных инфекций. Вызывают менингит, пневмонию, заражение ран, инфекции кровотока и урологические инфекции. Являются проблемой для западных ветеранов Ирака и Афганистана, так как неоднократно приводили к осложнениям при лечении полученных ими ранений. Из-за последнего обстоятельства бактерию даже иронично прозвали Iraqibacter. Оппортунистические заболевания, вызванные Acinetobacter baumannii, могут не отличаться по симптомам от вызванных другими бактериями. Бактерия представляет очень небольшой риск для здоровых людей, атакуя, однако, тех, чей иммунитет снижен, а пребывание в больничных стенах длится уже долгое время, а также больных диабетом, заболеваниями лёгких и некоторых других пациентов.
A. baumannii входит в так называемый комплекс ACB (A. baumannii, A. calcoaceticus и неописанный вид Acinetobacter 13TU). Внутри него трудно отследить конкретный вид и его воздействие. A. baumannii также включают в так называемый ESKAPE-патоген (Enterococcus faecium, Staphylococcus aureus, Klebsiella pneumoniae, Acinetobacter baumannii, Pseudomonas aeruginosa и виды из рода Enterobacter), группу бактерий с повышенной резистентностью к антибиотикам, которые ответственны за большинство больничных инфекций.

## Меры профилактики и противодействия
В больницах для предотвращения заражения этими бактериями практикуют более внимательное отношение к мытью рук и процедурам стерилизации. Ряд препаратов эффективны против них, однако имеют побочные эффекты.

## Карбапенем-резистентнаяAcinetobacter baumannii
Охарактеризовано множество штаммов устойчивых к антибиотикам ацинетобактерий, которые вызывают опасения и тяжело поддаются лечению. Особенно это относится к карбапенем-резистентным штаммам, для которых уровень угрозы на сайте Centres for Disease Control and Prevention значится как «безотлагательный».
Существуют также сообщения о так называемых pan-drug resistant (панрезистентных) штаммах бактерий, в том числе ацинетобактерий. Эти штаммы характеризуются тем, что нечувствительны ко всем агентам всех категорий противомикробных препаратов (то есть бактериальные изоляты не чувствительны ни к одному клинически доступному препарату) .

## Лечение
- карбапенемы, полимиксины, халицин, зосурабальпин[10]
- фаготерапия